# Вымпельный ветер
Вымпельный или кажущийся ветер — горизонтальный воздушный поток над водной поверхностью, скорость и направление которого вычисляются в системе координат, связанной с движущимся судном. Определяет аэродинамический угол атаки и силу воздействия ветра на парусное вооружение корабля и, в связи с этим, имеет важное значение для парусного мореходства.
Направление и скорость вымпельного ветра равны результату векторного суммирования истинного ветра и набегающего встречного потока воздуха, скорость которого равна скорости судна. Поэтому вымпельный ветер достигает максимальной скорости на острых курсах (от галфинда до бейдевинда), а своего минимального значения — на курсе фордевинд.
При вычислении значений вымпельного ветра приходится учитывать зависимость изменения величины истинного ветра с высотой над поверхностью воды, в связи с этим и курсовой угол и скорость вымпельного ветра на уровне палубы и клотика могут быть не одинаковы.